# Parik Muko Aie
Parik Muko Aie is een bestuurslaag in het regentschap Payakumbuh van de provincie West-Sumatra, Indonesië. Parik Muko Aie telt 1191 inwoners (volkstelling 2010).